# Ramona Schukraft
Ramona Schukraft (* 7. Oktober 1971 in Wertheim) ist eine deutsche Comedy-Darstellerin, Kabarettistin und Autorin. Sie ist ebenfalls als Coach für andere Künstler tätig.

## Leben
Nach mehrjährigen Sprachaufenthalten in England, Spanien und Frankreich absolvierte Ramona Schukraft von 1993 bis 1995 eine Ausbildung zur staatlich geprüften Fremdsprachenkorrespondentin in Hamburg. Im Anschluss machte sie ein Text-Volontariat in der Hamburger Werbeagentur Zum Goldenen Hirschen und arbeitete bis 1999 als Werbetexterin. Nebenbei schrieb sie freiberuflich für die Comedy-Serie RTL Samstag Nacht. 1999 bestand sie die Aufnahmeprüfung für den ersten Jahrgang der Köln Comedy Schule, die im gleichen Jahr ihre Pforten öffnete und deren Schirmherr Rudi Carrell war. Ramona Schukraft lebt in Bergisch Gladbach.

## Autorenarbeit
Von 2000 bis 2003 arbeitete Schukraft als Comedyautorin in der Kölner Agentur Spotting Image und schrieb dort zahlreiche Radiocomedyserien. Sie war Autorin und Regisseurin der bekannten Candid-Radio Serie Vorsicht Bommel, die bundesweit bei über 15 Radiostationen lief. Schukraft schrieb und sprach außerdem tagesaktuelle Comedybeiträge für WDR Einslive. Seit 2007 produziert sie, gemeinsam mit Henning Schmidtke, Radio Comedy Serien für Kinder. Die Comedies „Jimmy Böndchen, der geheimste Geheimagent der Welt“ und „Kanal 4 für das Tier“ sind regelmäßig in den Kinderrundfunkprogrammen von BR, NDR und WDR zu hören. Des Weiteren ist Ramona Schukraft als Co-Autorin und Sprecherin für die Comedybeiträge der jährlichen ARD Radionacht für Kinder verantwortlich. 
Parallel steht Schukraft selbst als Comedian und Kabarettistin seit dem Jahr 2000 auf der Bühne. Ihr erstes Soloprogramm „Mein erstes Mal“ hatte 2003 Premiere. Sie war von 2000 bis 2008 regelmäßiger Gast bei NightWash, der Comedyshow aus dem Waschsalon und ist häufig in Thomas Hermanns Quatsch Comedy Club in Hamburg und Berlin auf der Bühne zu sehen.

## Sybille Bullatschek
Im Jahr 2008 entwickelte Ramona Schukraft ihre Paraderolle Sybille Bullatschek, eine Altenpflegerin, die aus dem fiktiven Ort „Pfleidelsheim“ kommt und sich mit Leidenschaft um die Bewohner des Hauses Sonnenuntergang kümmert. Schukraft kam durch ein Casting auf die Idee zur Rolle. Die Serie ging zwar nie auf Sendung, doch die von ihr entwickelte Figur erntete bei Kurzauftritten immer wieder großen Zuspruch. 
Daraufhin schrieb Schukraft das Kabarettprogramm „Volle Pflegekraft voraus!“, das Ende 2009 in Köln Premiere feierte und mit dem sie seither erfolgreich durch Deutschland tourt. Als Sybille Bullatschek tritt sie auf Pflegekongressen, in Heimen und in Theatern auf. Sie moderierte in der Rolle beim Köln Comedy Festival und dem ComedyArts Festival in Moers und trat beim Swiss Comedy Festival in Luzern und Zürich auf.
Im Jahr 2023 veröffentlichte Ramona Schukraft als Sybille Bullatschek ihren ersten Roman.

## Bibliographie
- Sybille Bullatschek: Sie haben Ihr Gebiss auf der Hüpfburg verloren. HarperCollins, Hamburg 2023, ISBN 978-3-365-00267-4.
- Sybille Bullatschek: Sie haben Ihren Rollator beim Zumba vertauscht. HarperCollins, Hamburg 2024, ISBN 978-3-365-00597-2.

## TV
Schukraft hatte ihren ersten TV-Auftritt 1989 im Video eines afrikanischen Reggaesängers, den sie bei ihrem Au-pair-Aufenthalt in London kennenlernte. Das Video zum Song „Acorcor“ war 1990 vier Wochen lang die Nummer 1 der Charts in Ghana.
- Nightwash
- Pro7 Quatsch Comedyclub
- ZDF Blond am Freitag
- ZDF Versteckte Kamera (Lockvogel in über 20 Folgen)
- WDR Ladies Night
- WDR Fun(k)haus
- SWR Late Night
- ARD First Ladies
- SWR Leben – die Talkshow

Im Herbst 2010 gewann Ramona Schukraft die Quizsendung Das NRW-Duell im WDR Fernsehen und spendete den Erlös von 3000 Euro der Bonner Initiative Gegen Gewalt im Alter.

## Diskografie
- 2012 Audio-CD „Volle Pflegekraft voraus!“ ISBN 978-3-456-85247-8.